# Muçabe ibne Zobair
Muçabe ibne Zobair (em árabe: مصعب بن الزبير; romaniz.: Mus'ab ibn al-Zubayr; m. 691) foi um comandante militar árabe da Segunda Fitna. Era o irmão mais novo de Abedalá ibne Zobair e filho de Zobair ibne Alauame, companheiro do profeta islâmico Maomé. Após o estabelecimento do contra-califado de seu irmão com base em Meca, liderou uma campanha malsucedida contra a Palestina controlada pelos omíadas. Mais tarde, serviu como governador de Baçorá de 686 a 691, com breve interrupção. Matou o revolucionário pró-álida Almoquetar Atacafi em 687 e passou a controlar todo o Iraque. Suas políticas no Iraque causaram sua remoção do cargo por seu irmão mais velho, mas foi restaurada logo depois. Foi morto pelas forças omíadas na Batalha de Masquim, quatro anos depois.

## Vida

### Família e primeiros anos
Muçabe era filho de Zobair ibne Alauame, um companheiro proeminente do profeta islâmico Maomé, e da mãe Rababe binte Unaife, filha de um chefe dos calbitas. Durante os últimos anos do califa omíada Moáuia I (r. 661–680), fez parte de um grupo que se reuniu na mesquita de Medina, provavelmente para estudar religião. O grupo incluía, entre outros, o meio-irmão de Muçabe, Urua, e o posterior califa omíada, Abedal Maleque ibne Maruane. Muçabe, como muitos de seus irmãos, herdou a propriedade de seu pai na área de Albaqui da cidade e tinha uma casa lá.
Muçabe teve vários filhos de várias esposas e escravas (ummahat awlad; sing.: umm walad). De uma de suas esposas, uma certa Fátima binte Abedalá, teve seus filhos Issa Alcabir, Ucaxa e uma filha, Sucaina. Também se casou com Aixa, filha de Talha ibne Ubaide Alá, outro companheiro proeminente de Maomé, que foi mãe de seus filhos Maomé e Abedalá. Também teve uma filha chamada Rababe de sua esposa Sucaina, uma filha do neto do profeta Maomé, Huceine ibne Ali. De várias uns ualades, teve os filhos Hâmeza, Acime, Omar, Jafar, Muçabe (também conhecido como Cudair), Sade, Almondir, Issa Açaguir e uma filha, Sucaina.

### Carreira política e governo do Iraque
Com a morte do califa omíada Iázide I em novembro de 683, o meio-irmão mais velho de Muçabe, Abedalá ibne Zobair, foi reconhecido califa na maior parte do califado, exceto na Síria, onde o omíada Moáuia II e logo depois Maruane I ocuparam o poder. Muçabe comandou uma expedição contra a Palestina controlada pelos omíadas em 684/685, mas foi repelido pelo príncipe Anre ibne Saíde Alasdaque. Foi posteriormente nomeado governador de Medina. Em 685, o revolucionário pró-álida Almoquetar Atacafi capturou Cufa depois de expulsar seu governador zobaírida. Como resultado, a autoridade zobaírida no Iraque ficou restrita a Baçorá e seus arredores. Ao mesmo tempo, os ataques carijitas no leste do Iraque se intensificaram. Para recuperar Cufa e derrotar os carijitas, ibne Zobair nomeou Muçabe governador de Baçorá em 686. Em seu sermão inaugural na mesquita, declarou: "Povo de Baçorá, soube que vocês apelidam seus comandantes. Eu nomeei-me 'Aljazir' (o Massacre)."
Anteriormente um aliado zobaírida no Hejaz, Almoquetar abandonou ibne Zobair após a morte de Iázide e voltou para sua cidade natal de Cufa, capturando-a dos zobaíridas com seus partidários árabes e maulas (não árabes e muçulmanos libertos). Logo depois, esmagou uma rebelião de nobres tribais árabes ressentidos com os maulas, resultando num êxodo de cerca de dez mil cufanos para Baçorá. Persuadido pelos refugiados a tomar medidas imediatas contra Almoquetar, Muçabe interrompeu sua campanha contra os carijitas e marchou sobre Cufa. Em uma tentativa de ataque preventivo, Almoquetar enviou seu exército para Baçorá, mas foi derrotado na Batalha de Madar, ao norte de Baçorá. Muçabe perseguiu e aniquilou os cufanos em retirada na Batalha de Harura, a poucos quilômetros de Cufa. Almoquetar e seus apoiadores restantes se refugiaram no palácio de Cufa e foram sitiados por Muçabe. Quatro meses depois, em abril de 687, Almoquetar foi morto numa tentativa de surtida. Entre 6 000 e 8 000 de seus apoiadores se renderam, mas Muçabe cedeu à pressão dos nobres tribais e executou todos.
Com a derrota de Almoquetar, todo o Iraque ficou sob o controle de Muçabe, que nomeou seu comandante Almoalabe ibne Abi Sufra como governador de Moçul e suas dependências. Abedalá ibne Zobair logo depôs Muçabe após receber reclamações da província e enviou seu filho Hâmeza como seu substituto. Porém, o último provou ser incompetente e Muçabe foi reintegrado. Enquanto isso, Maruane morreu em 685 e foi sucedido por seu filho Abedal Maleque ibne Maruane. No verão de 689, Abedal Maleque marchou em direção ao Iraque e acampou em Butenã Habibe, um posto de fronteira entre a Síria e o Iraque. Muçabe o esperava em Bajumaira perto de Ticrite, mas Abedal Maleque abandonou a campanha ao receber a notícia da revolta de Alasdaque em Damasco. Em 690, foram feitos novamente os preparativos para a guerra e os dois acamparam em suas respectivas posições do ano anterior. Também neste ano não houve combates e a chegada do inverno os obrigou a recuar. Contudo, Abedal Maleque enviou seus agentes a Baçorá para instigar uma revolta contra Muçabe. Com promessas de recompensa, os agentes conseguiram garantir apoio significativo e entraram em confronto com as forças pró-zobaíridas em um lugar chamado Jufra. A batalha durou várias semanas, mas a chegada de reforços enviados por Muçabe decidiu a seu favor. Os partidários de Abedal Maleque, no entanto, foram autorizados a se retirar antes da chegada de Muçabe, que, uma vez de volta à cidade, puniu severamente todos os lealistas omíadas remanescentes.

### Morte
Em 691, Abedal Maleque mais uma vez marchou sobre o Iraque e acampou em Masquim, no interior do território iraquiano. Muçabe deixou Cufa e acampou em seu lugar habitual de Bajumaira. Por causa da severidade de Muçabe em lidar com os apoiadores de Almoquetar e Abedal Maleque, os iraquianos em geral se voltaram contra ele e ele não conseguiu reunir um grande exército. Além disso, metade de suas tropas foi deixada em Baçorá para proteger a cidade dos carijitas. Abedal Maleque contatou os comandantes de Muçabe e conquistou a maioria deles com promessas de dinheiro e governadores. Ibraim ibne Alastar, que também havia sido contatado por Abedal Maleque, relatou o assunto a Muçabe, sugerindo que os comandantes que se correspondessem com Maleque fossem executados. Temendo que a execução de nobres tribais influentes pudesse causar revolta em suas fileiras, Muçabe não deu ouvidos ao aviso e manteve seus comandantes em seus postos. Com a morte de ibne Alastar no início da batalha, o destino de Muçabe foi selado. O resto de seus comandantes se recusou a lutar ou desertou. Considerando sua antiga amizade com Muçabe, Abedal Maleque ofereceu-lhe anistia e prometeu-lhe o governo do Iraque sob a condição de rendição e lealdade. Muçabe recusou e continuou lutando quase sozinho. Gravemente ferido, foi morto por Zaida ibne Cudama Atacafi, um seguidor de Almoquetar, que gritou "Vingança por Almoquetar!". A cabeça de Muçabe foi cortada e apresentada a Abedal Maleque, que lamentou sua morte. Ele tinha 36 anos. Ele foi enterrado em Dair Aljatalique e um mausoléu foi construído sobre seu túmulo, que se tornou um local de peregrinação.

## Personalidade
Muçabe é descrito como muito bonito, generoso e cavalheiresco. De acordo com o historiador Henri Lammens "Se assemelhava a seu irmão mais velho e à família zobaírida apenas em sua coragem e explosões de severidade na repressão." De acordo com o historiador Michael Fishbein e o historiador medieval Baladuri, o título Aljazir (o Açougueiro) que Muçabe aplicava a si mesmo, na verdade se referia ao seu hábito de abater camelos para alimentar seus convidados. No Iraque, construiu um dique para evitar a inundação dos pântanos, mas se apropriou das terras assim adquiridas para si. Também gostava de mulheres. De acordo com Lammens, seu irmão mais velho, Abedalá ibne Zobair, não se comoveu com sua morte e reclamou de sua filoginia, grosseria e comportamento para com seus oponentes, a quem atribuía títulos insultuosos. O relato de Atabari e o comentário de Fishbein, no entanto, descrevem Abedalá profundamente entristecido por sua morte e sugerem sua própria queda como resultado dessa perda.